# Gregarinasina

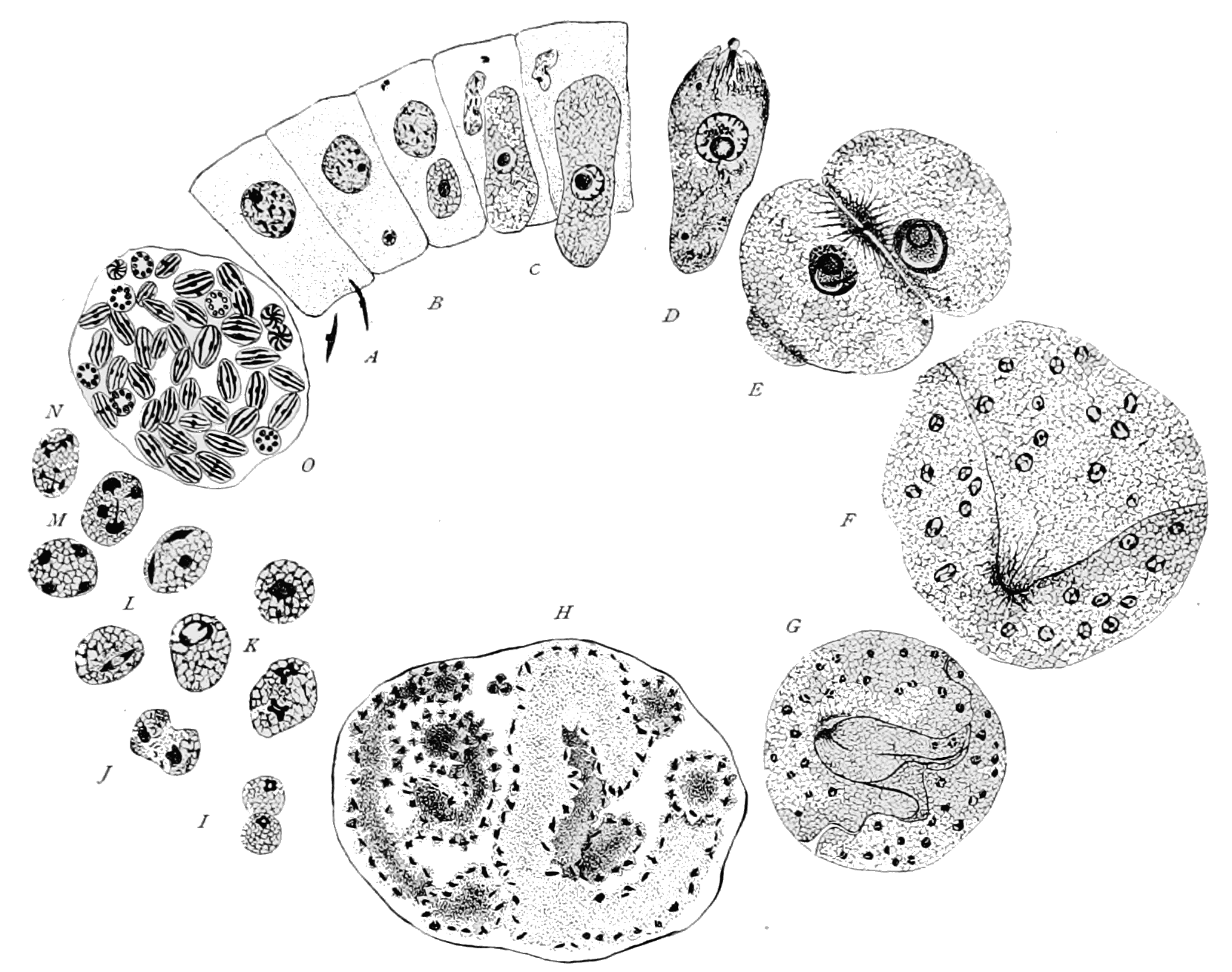
Ciclo de vida de una gregarina.

Gregarinasina o gregarinas es un grupo de protistas parásitos apicomplejos. La maduración de los gamontes se desarrolla usualmente extracelularmente, al contrario que en la otra subclase, Coccidiasina, que incluye parásitos obligados intracelulares. Son parásitos grandes (de alrededor de medio milímetro) que habitan los intestinos de numerosos invertebrados. No parasitan a los seres humanos.

## Características
Son móviles por deslizamiento para lo cual disponen de cilios, flagelos o lamelipodios. Un complejo de actina y miosina, con un citoesqueleto de actina les permite realizar los movimientos de deslizamiento. Según un modelo propuesto, un complejo de proteínas se mueve hacia atrás a la vez que desplaza el parásito hacia adelante.
Las gregarinas comparten características comunes con Toxoplasma y Plasmodium, que causan la toxoplasmosis y la malaria, respectivamente. Estos dos apicomplejos usan un complejo de proteínas similar al que emplean las gregarinas para el movimiento por deslizamiento hacia las células que parasitan. Esto convierte a las gregarinas en un excelente modelo de estudio para la movilidad con el objetivo de encontrar tratamientos contra la taxoplamosis y la malaria.

## Ciclo de vida
Las gregarinas generalmente son parásitos de los anélidos, artrópodos y moluscos. A menudo se encuentran en los intestinos de sus anfitriones, pero pueden invadir otros tejidos. En el ciclo de vida típico de la gregarina, un trofozoito se desarrolla dentro de la célula huésped produciendo un esquizonte. Este luego se divide por esquizogonia dando lugar a numerosos merozoitos. Los merozoitos se liberan de la célula huésped mediante lisis e invaden nuevas células, proceso que se repite varias veces. En algún momento del ciclo de vida de la gregarina se forman gametocitos. Estos se liberan por lisis de las células huésped que las contienen. Cada gametocito forma múltiples gametos y estos se fusionan por parejas para formar ooquistes. Los ooquistes abandonan el antiguo huésped para buscar uno nuevo.

## Clasificación
La subclase Gregarinasina contiene actualmente 250 géneros y 1650 especies. Se dividen en tres órdenes en base al hábitat, gama de huéspedes y morfología del trofozoito. La mayoría de las especies tienen un ciclo de vida monoxeno que implica un único huésped invertebrado. El ciclo de vida incluye una etapa de alimentación extracelular conocida como trofozoito.

### Archigregarinorida
Las arquigregarinas sólo se encuentran en los hábitats marinos y poseen trofozoítos intestinales similares en morfología a los esporozoitos infecciosos. Generalmente, cada espora contiene cuatro zooítos. El análisis filogenético sugiere que este grupo puede ser basal y parafilético con respecto a los otros dos.

### Eugregarinorida
Las eugregarinas comprenden la mayoría de las especies de gregarinas conocidas. Se encuentran en hábitats marinos, de agua dulce y terrestres y poseen grandes trofozoítos que son significativamente diferentes de los esporozoitos en morfología y comportamiento. El suborden Blastogregarinorina contiene una única especie que infecta a poliquetos marinos. Las eugregarinas intestinales se subdividen en dos subgrupos: septados (suborden Septatorina) y aseptados (suborden Aseptatorina), dependiendo de si el trofozoito se encuentra superficialmente dividido por un tabique transversal. Las especies de aseptados son principalmente marinas.

### Neogregarinorida
Las neogregarinas sólo se encuentran en huéspedes terrestres, tienen trofozoítos reducidos y tienden a infectar tejidos diferentes al intestino. Por lo general, cada espora contiene ocho zooítos. Eugregarinas y neogregarinas difieren en varios aspectos. Las neogregarinas son, en general, más perjudiciales para sus anfitriones. Las eugregarinas se multiplican por esporogonia y gametogonia, mientras que las neogregarinas tienen una etapa esquizogénica (merogonia) en el interior de su huésped. La merogonia puede ser intracelular o extracelular dependiendo de la especie.